# Varronia nashii
Varronia nashii är en strävbladig växtart som först beskrevs av Ignatz Urban och Britt., och fick sitt nu gällande namn av A. Borhidi. Varronia nashii ingår i släktet Varronia och familjen strävbladiga växter. Inga underarter finns listade i Catalogue of Life.